# Fairy Story
Fairy Story（フェアリーストーリー）は、南里侑香と結城アイラによる日本の歌手ユニット。
所属事務所はスペースクラフト。所属レコード会社はマリン・エンタテインメント。

## ディスコグラフィー

### アルバム
| 枚  | 発売日         | タイトル         | 規格品番  | 規格品番  | 最高位 |
| 枚  | 発売日         | タイトル         | 豪華盤    | 通常盤    | 最高位 |
| --- | -------------- | ---------------- | --------- | --------- | ------ |
| 1st | 2011年8月24日  | Fairytale        | MMCC-4287 | MMCC-4288 |        |
| 2nd | 2011年10月26日 | Fairyland-BIRTH- | MMCC-4292 | MMCC-4293 |        |

## 出演

### ラジオ番組
- 侑香とアイラのRadioはこいり姫（2010年10月 - 2011年4月、超!A&G+）